# Negalasa fumalis
Negalasa fumalis är en fjärilsart som beskrevs av Barnes och Mcdunnough 1913. Negalasa fumalis ingår i släktet Negalasa och familjen mott. Inga underarter finns listade i Catalogue of Life.